# Das Feuerschiff
Das Feuerschiff är en tysk dramafilm från 1963 i regi av Ladislao Vajda.
Filmen baseras på Siegfried Lenz roman Fyrskeppet.

## Rollista i urval
- James Robertson Justice - kapten Freytag
- Helmut Wildt - Dr Caspary
- Dieter Borsche - styrman Rethorn
- Pinkas Braun - radiotelegrafist Philippi
- Michael Hinz - Fred Freytag
- Georg Lehn - Gombert
- Günter Mack - Zumpe
- Simon Martin - Martin
- Werner Peters - Trittel
- Sieghardt Rupp - Eugen